# Clawfinger
A Clawfinger svéd rap-metal együttes, amely 1988-ban alakult Stockholmban. Hangzásuk ötvözi a rapcore, az industrial és a nu metal elemeket; dalszövegeik pedig nem kerülik a politikai témákat sem. 1993-ban az antirasszista Nigger című dallal tűntek fel, majd 1994-ben a svéd Grammy-díj-kiosztón két kategóriában is díjat nyertek (Legjobb hard rock zenekar, ill. Legjobb videóklip). Az együttes az 1990-es években az alternatívmetál-színtér egyik legnépszerűbb előadója volt Európában.

## Történet
Zak Tell énekes és Jocke Skog szintetizátoros Stockholmban, a Rosegrove kórházban dolgozott ápolóként, amikor megismerkedtek, és 1988 nyarán megalakították a Clawfingert. Nem sokkal később csatlakozott hozzájuk két gitáros, Baard Tortensen és Erlend Ottem, egy Theo nevű helyi csapatból. Koncerteken Henka Johansson dobossal és André Skaug basszusgitárossal bővült a zenekar. A Clawfinger első, háromszámos demója felkeltette az MVG kiadó érdeklődését, és lemezszerződést ajánlottak az együttesnek.
A Clawfinger első albuma 1993-ban jelent meg Deaf Dumb Blind címen. A debütálókorong azonnal nagy médiafigyelmet kapott az egyébként rasszizmusellenes Nigger című dal miatt. A botrány ellenére, vagy éppen ennek köszönhetően a zenekar gyorsan ismertté vált, és első albumából világszerte több, mint 600 000 példányt adtak el. Leginkább azonban Európában robbantak be a köztudatba, turnézhattak az Anthrax és az Alice in Chains előzenekaraként, 1994-ben pedig két svéd Grammy-díjat is nyertek a Legjobb hard rock zenekar és Legjobb videóklip kategóriákban.
A második album, a Use Your Brain 1995-ben jelent meg. A lemezt zeneileg a korábbinál súlyosabb gitárhangzás határozta meg; a dalszövegek továbbra is társadalomkritikusak voltak. A lemezmegjelenést masszív turnézás követte. Többek között játszottak Dél-Amerikában Ozzy Osbourne, a Megadeth, a Faith No More és Alice Cooper társaságában a Monsters Of Rock fesztiválsorozaton. 
1997-ben a GUN Records gondozásában látott napvilágot a Clawfinger névre keresztelt harmadik stúdióalbum. A zenekar stílusa kiszélesedett: a torzított gitárok és szintetizátorfutamok mellett megjelentek a világzene egyes elemei. Ezt a vonalat vitték tovább a négy évvel későbbi, 2001-es, A Whole Lot of Nothing albumon. A trendek változásával eddigre a zenekar kissé háttérbe szorult. A 2003-ban megjelent Zeros & Heroes című albumukról a Recipe for Hate dalt a Mátrix című filmhez készített számítógépes játék címadójának választották. Erlend Ottem 2003 őszén elhagyta a zenekart, így koncerteken a billentyűs Jocke Skog időnként másodgitárosként is szerepel.
Három album után a zenekar elhagyta a GUN kiadót és a jóval erősebb Nuclear Blasthoz szerződtek. 2005-ben már itt jelent meg a Hate Yourself With Style című album, amelynek központi témája a zenekaralapítók ápolói munkásságához kapcsolódik, és a pszichiátriai betegségek sora jelenik meg a lemez dalaiban. Az album limitált kiadása tartalmazott egy bónusz DVD-t is, mely a zenekar 2005. júniusi svájci koncertjét örökítette meg, ráadásként pedig az együttes 1993 és 1997 közötti videóklipjei is felkerültek rá.
2007 nyarán jelent meg a Life Will Kill You című legutolsó albumuk.
A zenekar 2013-ban a Facebookon kiírt üzenetével jelentette be feloszlását. Ez azonban nem jelentett tartós távollétet: 2015-től kezdődően újra rendszeresen látogatják a nagyobb európai fesztiválokat, sőt kisebb klub-turnéra is indultak 2022-ben.
A fellépések mellett új zenei anyaggal csak elvétve jelentkeztek: 2017-ben "Save Our Souls" címmel, majd 2019-ben "Tear You Down" címmel jelentettek meg új számot a zenei megosztókon. 2022 tavaszán pedig egy "Environmental Patients" című számmal lepték meg a kitartó rajongókat.
Magyarországon hét alkalommal jártak, többek között ők voltak az 1995-ös Sziget Fesztivál egyik sztárzenekara, de játszottak Mezőtúron a Wanted-fesztiválon, illetve az A38 hajón is. Ugyancsak magyar kötődése a zenekarnak, hogy Jocke Skog keverte a Watch My Dying együttes második, Fényérzékeny című albumát. Zak Tell pedig a Superbutt együttes 2008-as You and Your Revolution című lemezének egyik dalában (Last Call) énekel. 2015-ben újra felléptek Magyarországon, a balatonszemesi Rock-parton.

## Tagok
- Zak Tell – rap, ének
- Jocke Skog – szintetizátor, ének
- Bård Tortensen – gitár
- André Skaug – basszusgitár
- Micke Dahlén – dobok

## Diszkográfia

### Albumok
- 1993 – Deaf Dumb Blind
- 1995 – Use Your Brain
- 1997 – Clawfinger
- 2001 – A Whole Lot of Nothing
- 2003 – Zeros & Heroes
- 2005 – Hate Yourself With Style
- 2007 – Life Will Kill You

### Kislemezek & EP-k
- 1992 – Rosegrove
- 1992 – Nigger
- 1992 – The Truth
- 1993 – Warfair
- 1993 – Warfair Remixes
- 1994 – Pin Me Down
- 1994 – Pin Me Down Remixes
- 1994 – Pin Me Down Remixes II
- 1994 – Do what I say
- 1995 – Tomorrow
- 1997 – Biggest and the Best
- 1998 – Two Sides
- 1998 – Don’t wake me up
- 1998 – Fast Forward Rewind (Remix-EP)
- 1999 – Two Sides (EP)
- 2001 – Out to get me
- 2001 – Nothing goin’ on
- 2003 – Recipe for Hate
- 2005 – Dirty Lies
- 2006 – Without a Case
- 2007 – The Price We Pay
- 2007 – Prisoners

### videóklipek
- Nigger (1993)
- The Truth (1993)
- Warfair (1993)
- Pin Me Down (1995)
- Do What I Say (1995)
- Tomorrow (1996)
- Biggest & the Best (1997)
- Two Sides (1997)
- Out to Get Me (2001)
- Nothing Going On (2001)
- Recipe for Hate (2003)
- Dirty Lies (2005)
- Hate Yourself With Style (2005) (Bard Torstensen internetes videója)
- Without a Case (2005)
- The Price We Pay (2007)
- Prisoners (2007)